# Ecumenópole
Ecumenópole refere-se à ideia de que, no futuro, as áreas urbanas e metrópoles serão fundidas em uma única gigantesca cidade global, dada a crescente urbanização e o crescimento populacional. O termo foi criado pelo arquiteto e urbanista grego Constantínos Apóstolos Doxiádis, em 1967.
Um planeta com este nível extremo de desenvolvimento e infraestrutura, logicamente, necessitaria importar seus alimentos de outros planetas, ou possuir grandes instalações hidropônicas orbitais ou subterrâneas, o que não é muito viável. Uma civilização capaz de construir uma ecumenópole é definida como tipo I na Escala de Kardashev.
Doxiadis criou um cenário baseado na tradição e tendências do desenvolvimento urbano do seu tempo, prevendo o surgimento de uma Eperópole (um continente-cidade) na Europa, com a fusão de grandes centros como Paris, Berlim e Roma com cidades menores ao redor, pertencentes a suas respectivas zonas metropolitanas, e consecutivamente, estas megacidades se tornarão centros urbanos cada vez maiores, processo que já ocorre atualmente nas maiores cidades do planeta. Como consequência, no futuro, estes gigantescos centros urbanos, que se somam a outras pequenas e médias cidades de acordo com o crescimento populacional, tocarão suas fronteiras metropolitanas umas nas outras, onde tecnicamente, a conurbação será inevitável e uma cidade jamais vista será formada: Uma eperópole.
Um exemplo notável é hoje apresentado pela planície Indo-Ganges, uma área de 700.000 quilômetros quadrados habitada por um bilhão de pessoas, com uma densidade próxima a 1.500 habitantes por quilômetro quadrado que atualmente se tornou uma espécie de super-mega-cidade. No caso brasileiro, há previsões de que em torno de 2030, as grandes cidades de São Paulo (6ª maior cidade do mundo) e Rio de Janeiro (27ª maior cidade do mundo) se conurbarão, se tornando um caso de megalópole.

## Na ficção
Ecumenópole é um termo bastante abordado pela ficção científica, quase sempre representando uma espécie de planeta-capital da civilização, centros de tecnologia e ciência, ou como um ponto de referência na galáxia, do mesmo modo como Megalópoles são hoje para nós. Alguns exemplos são:
- Charn, no mundo de As Crônicas de Nárnia de CS Lewis.
- Trantor, no universo da trilogia Fundação de Isaac Asimov.
- Capitol (série Worthing), no universo da série Worthing de Orson Scott Card.
- Coruscant, capital da república galáctica no universo de Star Wars.
- Apokolips, governado por Darkseid no universo da DC Comics.
- A Terra, no universo literário de Chung Kuo, onde há 5 cidades divididas em centenas de altos níveis que cobrem todos os continentes, exceto uma área dedicada à hidroponia.
- Ravnica, uma cidade planetária existente no universo do jogo Magic: the Gathering

Entusiastas sugerem que a Terra daqui a milhares de anos vai se tornar uma ecumenópole, unificando todas as suas cidades e se tornando puramente urbana. Naturalmente, um processo de colonização espacial já deverá ter sido formado no Sistema Solar, fornecendo matérias-primas e produtos agrícolas.
A questão de futuramente a Terra se tornar um planeta-cidade é uma ideia revogada por ambientalistas, que afirmam que a Terra é um planeta com vida natural, e assim, suas florestas e animais devem ser preservados, uma das hipóteses para resolver este problema seria, a liberação para a Terra suportar uma densidade populacional superelevada somente poderá acontecer quando houver outros planetas terraformados completamente, onde a partir daí as espécies não serão ameaçadas.